# Clara Codd
Clara Margaret Codd, född 10 oktober 1876 i Bishop's Tawton i Devon, död 3 april 1971 i Ascot i Berkshire, var en brittisk författare, suffragett, socialistisk feminist och teosof. Som suffragett satt hon i fängelse för sin aktivism, och ägnade sedan sitt liv åt Teosofiska samfundet.